# إل (مذكرة الموت)
إل لولايت (المعروف بلقبه المهني إل) هو الاسم المستعار لافضل محققي الإنتربول الدولي في أنمي ومانغا ديث نوت. إل غامض ولا يعرف أحد مكانه، اسمه، ولا أي معلومه تخصه. الوسيط الوحيد في التواصل مع إل هو واتاري، ودائماً ما يكون إل هو البادئ بالتواصل، فإل يتعامل مع القضايا الصعبة والمعقدة ويجد حلولها جميعاً، فهو يتميز بالذكاء الشديد وقوة الملاحظة والدقة والقدرة على ربط الأدلة مهما كانت صغيرة والقفز لاستنتاجات كبيرة.
هو شاب نحيف خفيف الوزن، متوسط القامة شعره أسود وعيونه سوداء. أكثر ما يلفت له الانتباه من ملامحه هو الظل تحت كل من عينيه، نتيجة للحرمان من النوم. يرتدي دائما سروال جينز ازرق وقميص أبيض بأكمام طويلة، وطريقة جلوس لافتة. لا يهتم كثيرا بمظهره العام .طعامه الوحيد هو الحلويات.
في مسلسل ديث نوت اهتم إل بقضية المجرمين الذين يموتون بأزمات قلبية بأعداد كبيرة يومياً، وكان في صراع مع كيرا القاتل لمعرفة هويته واثبات هذا بالأدلة بالإضافة لمعرفة وسيلة القتل.
- الأداء الصوتي في الأنمي: كابّيه ياماغُتشي (الياباني), أليساندرو جولياني (الأنجليزي)
- كان يعتبر قضية كيرا شيئا للمتعه لا أكثر ولم يهتم أن كانت وجهة نظر لايت محقة أو لا
- في كل قضاياه لم يهتم إذا كان في الجانب المخطئ أو النصيب